# Trishuli
Il Trishuli (altrimenti detto Trisuli, nepalese त्रिशूली नदी; cinese semplificato: 特耳苏里河; cinese tradizionale: 特耳蘇里河; pinyin: Tè'ěrsūlǐ Hé) è un fiume che nasce in Tibet e percorre il Nepal fino ad affluire nel Gaṇḍakī e quindi nel Gange, in India.
Il suo nome deriva da trishula, il tridente del dio Shiva.
Nel tratto nepalese, tra la capitale Kathmandu e la cittadina subhimalayana di Pokhara, è da tempo un'attrazione turistica soprattutto grazie al rafting.